# شائكية
شائكية (الاسم العلمي Acanthodes)، جنس أسماك بحرية منقرضة من القرشيات الشوكية. عُثر على أحافير له في أوروبا وأمريكا الشمالية وأستراليا.